# سوین (میانه)
سوین یکی از روستاهای استان آذربایجان شرقی است که در دهستان گرمه شمالی بخش کندوان شهرستان میانه واقع شده‌است.